# Лихтенштейн на зимних Олимпийских играх 1960
Лихтенштейн принимал участие в Зимних Олимпийских играх 1960 года в Скво-Вэлли (США), но не завоевал ни одной медали. Страну представляли только горнолыжники.

## Результаты

### Горнолыжный спорт
| Спортсмен     | Дисциплина        | 1-й спуск | 1-й спуск | 2-й спуск | 2-й спуск | Итог   | Итог  |
| Спортсмен     | Дисциплина        | Время     | Место     | Время     | Место     | Время  | Место |
| ------------- | ----------------- | --------- | --------- | --------- | --------- | ------ | ----- |
| Германн Киндл | скоростной спуск  |           |           |           |           | 2:29.4 | 49    |
| Сильван Киндл | скоростной спуск  |           |           |           |           | 2:29.4 | 49    |
| Адольф Фер    | скоростной спуск  |           |           |           |           | 2:27.4 | 41    |
| Адольф Фер    | гигантский слалом |           |           |           |           | 2:13.3 | 43    |
| Германн Киндл | гигантский слалом |           |           |           |           | 2:11.7 | 40    |
| Сильван Киндл | гигантский слалом |           |           |           |           | 2:08.9 | 39    |
| Адольф Фер    | слалом            | DSQ       | -         | -         | -         | DSQ    | -     |
| Германн Киндл | слалом            | 1:28.7    | 46        | 1:17.0    | 26        | 2:45.7 | 27    |
| Сильван Киндл | слалом            | 1:19.3    | 28        | 1:11.4    | 21        | 2:30.7 | 21    |